# تروی راتمن
تروی راتمن (انگلیسی: Troy Ruttman؛ زادهٔ ۱۱ مارس ۱۹۳۰ در مورلاند، اکلاهما، درگذشتهٔ ۱۹ مهٔ ۱۹۹۷ در لیک هاواسو سیتی آریزونا) رانندهٔ مسابقات اتومبیل‌رانی اهل ایالات متحده آمریکا بود که در فصل‌های ۱۹۵۰ تا ۱۹۵۲، ۱۹۵۴، ۱۹۵۶ تا ۱۹۵۸ و ۱۹۶۰ در مجموع در ۹ گراند پری از مسابقات جهانی فرمول یک شرکت کرد.
او در طول دوران فعالیت خود در فرمول یک، ۱ بار بر روی سکو رفت، مجموعاً ۱ بار به پیروزی دست یافت و ۹٫۵ امتیاز را به نام خود به‌ثبت رساند.
راتمن در ۱۹ مهٔ ۱۹۹۷ بر اثر ابتلا به سرطان ریه در لیک هاواسو سیتی آریزونا درگذشت.